# 登能不山大瀑布
登能不山大瀑布位於台東縣延平鄉，源於登能不山東北側鹿寮溪無名支流溪谷。瀑布標高約970公尺至780公尺，落差約190公尺，為台東縣境內中央山脈側單級落差最大的瀑布。其下游約900公尺處，即為米拉旦瀑布
。由武陵產業道路沿溪側終點起溯，約4公里處即可看見米拉旦瀑布於右岸山麓分三層跌落。因地形阻礙，於鹿寮溪溪底並無法直接遠眺登能不山大瀑布，必須以空拍方式，才能一窺全貌。

## 解
1. ↑  根據《臺灣通用電子地圖【NLSC】》、《臺灣通用正射影像【NLSC】》對照。